# Saison 2016-2017 de l'AB Chartres
La saison 2016-2017 de l'AB Chartres est la quatrième du club en Ligue féminine 2.
La saison 2016-2017 est proche de déboucher sur un exploit. L'AB Chartres termine premier de la saison régulière, avec 22 victoires pour 4 défaites et reste en tête de LF2 vingt-et-une journées sur 26. Emmenée par Magali Mendy, de retour après un an en Allemagne et sacrée meilleure joueuse de LF2 en fin de saison, l'ABC se hisse jusqu'en finale de play-off perdue contre Roche-Vendée. Les Euréliennes poussent leur adversaire, favori pour le titre, jusqu'au troisième match décisif.
Reçu à la mairie de Chartres pour leur performance, le club voit le maire Jean-Pierre Gorges déclarer vouloir aider le club et anticiper financièrement la montée.

## Avant-saison

### Objectif et budget
L'AB Chartres vise le top huit et une participation à la phase finale avec le neuvième budget de Ligue 2 avec 480.000 € (dont 335.000 € de subvention de la mairie de Chartres), loin derrière le premier (Toulouse, 850.000 €).

### Transferts
Magali Mendy revient à l'AB Chartres après deux saisons au club, entre 2013 et 2015. Elle fait ensuite fait un passage à Keltern, en Allemagne, pour revenir en Eure-et-Loir à l'été 2016.
Minna Sten est recrutée en novembre 2016 à la suite de la rupture des ligaments croisés de Milena Marjanovic, la rendant forfait pour le reste de la saison. 
Mélanie Devaux est le joker médical de Magali Mendy.
| Nom                        | Poste       | Provenance/Destination |
| Départs                    | Départs     | Départs                |
| -------------------------- | ----------- | ---------------------- |
| Amandine Chéron            |             | arrêt                  |
| Noémie Lemaire             |             |                        |
| Penda Ly                   |             |                        |
| Awa Sissoko                |             |                        |
| Simona Podesvová           |             |                        |
| Mariesa Greene             |             |                        |
| Arrivées                   |             |                        |
| Joelly Belleka             | arrière     | AL Aplemont Le Havre   |
| Hristina Tyutyundzhieva    | arrière     |                        |
| Mélanie Devaux (mars 2017) | arrière     | Troistorrents          |
| Magali Mendy               | ailier      | Keltern                |
| Alexia Lacaule             | ailier      |                        |
| Camille Cirgue             | ailier fort |                        |
| Tiffany Clarke             | ailier fort | sans club              |
| Milena Marjanovic          | pivot       |                        |
| Minna Sten (nov. 2016)     | pivot       | Rottenburg             |

## Personnalités

### Dirigeants et encadrement technique
En octobre 2016, Pierre Jarrousse est nommé président, accompagné des vice-présidents Bénédicte Proutheau et Jean-Eric Chevalier (ex-président).
L'équipe première est toujours emmenée, depuis 2014, par Benoît Marty, assisté par Maxence Barthel. En 2016, Marty signe un nouveau contrat de trois saisons.

### Effectif
Swanne Gauthier est la plus ancienne joueuse de l'effectif et dispute sa cinquième saison à l'ABC.

## Compétitions

### Championnat

#### Phase régulière
La saison chartraine comprend 35 matches et une finale. L'AB Chartres termine premier de la saison régulière, avec 22 victoires pour quatre défaites, et reste à la première place 21 journées sur 26.
Extrait du classement de LF2 2016-2017
| Rang | Équipe                 | Pts | J  | G  | P  | Pp   | Pc   | Diff |
| ---- | ---------------------- | --- | -- | -- | -- | ---- | ---- | ---- |
| 1    | Avenir Basket Chartres | 48  | 26 | 22 | 4  | 1686 | 1446 | 240  |
| 2    | Roche Vendée           | 48  | 26 | 22 | 4  | 1847 | 1558 | 289  |
| 3    | Landerneau             | 44  | 26 | 18 | 8  | 1828 | 1661 | 167  |
| 4    | Arras R                | 42  | 26 | 16 | 10 | 1630 | 1593 | 37   |

#### Phase finale
|  | Quarts de finale        | Quarts de finale | Quarts de finale | Quarts de finale |                       |    | Demi-finales | Demi-finales | Demi-finales | Demi-finales |  |  | Finale | Finale | Finale | Finale |
|  |                         |                  |                  |                  |                       |    |              |              |              |              |  |  |        |        |        |        |
|  | 22, 26 et 29 avril 2017 |                  |                  |                  |                       |    |              |              |              |              |  |  |        |        |        |        |
|  |                         |                  |                  |                  |                       |    |              |              |              |              |  |  |        |        |        |        |
|  | (1) Chartres            | 63               | 48               | 45               |                       |    |              |              |              |              |  |  |        |        |        |        |
|  | (1) Chartres            | 63               | 48               | 45               | 6, 10 et 13 mai 2017  |    |              |              |              |              |  |  |        |        |        |        |
|  | (8) Toulouse            | 58               | 73               | 26               |                       |    |              |              |              |              |  |  |        |        |        |        |
|  | (8) Toulouse            | 58               | 73               | 26               | (1) Chartres          | 57 | 52           | 66           |              |              |  |  |        |        |        |        |
|  | 23, 26 et 29 avril 2017 |                  |                  |                  | (1) Chartres          | 57 | 52           | 66           |              |              |  |  |        |        |        |        |
|  |                         | (5) Calais       | 46               | 57               | 43                    |    |              |              |              |              |  |  |        |        |        |        |
|  | (4) Arras               | (5) Calais       | 46               | 57               | 43                    | 72 | 60           | 65           |              |              |  |  |        |        |        |        |
|  | (4) Arras               |                  |                  |                  | 20, 24 et 27 mai 2017 | 72 | 60           | 65           |              |              |  |  |        |        |        |        |
|  | (5) Calais              | 63               | 76               | 74               |                       |    |              |              |              |              |  |  |        |        |        |        |
|  | (5) Calais              | 63               | 76               | 74               | (1) Chartres          | 58 | 56           | 66           |              |              |  |  |        |        |        |        |
|  | 23 et 26 avril 2017     |                  |                  |                  | (1) Chartres          | 58 | 56           | 66           |              |              |  |  |        |        |        |        |
|  |                         | (2) Roche Vendée | 69               | 51               | 71                    |    |              |              |              |              |  |  |        |        |        |        |
|  | (2) Roche Vendée        | (2) Roche Vendée | 69               | 51               | 71                    | 69 | 84           | -            |              |              |  |  |        |        |        |        |
|  | (2) Roche Vendée        | 6 et 10 mai 2017 |                  |                  |                       | 69 | 84           | -            |              |              |  |  |        |        |        |        |
|  | (7) Montbrison          | 56               | 61               | -                |                       |    |              |              |              |              |  |  |        |        |        |        |
|  | (7) Montbrison          | 56               | 61               | -                | (2) Roche Vendée      | 75 | 79           | -            |              |              |  |  |        |        |        |        |
|  | 22 et 26 avril 2017     |                  |                  |                  | (2) Roche Vendée      | 75 | 79           | -            |              |              |  |  |        |        |        |        |
|  |                         | (3) Landerneau   | 64               | 76               | -                     |    |              |              |              |              |  |  |        |        |        |        |
|  | (3) Landerneau          | (3) Landerneau   | 64               | 76               | -                     | 81 | 79           | -            |              |              |  |  |        |        |        |        |
|  | (3) Landerneau          |                  |                  |                  |                       | 81 | 79           | -            |              |              |  |  |        |        |        |        |
|  | (6) Reims               | 66               | 62               | -                |                       |    |              |              |              |              |  |  |        |        |        |        |
|  | (6) Reims               | 66               | 62               | -                |                       |    |              |              |              |              |  |  |        |        |        |        |
|  |                         |                  |                  |                  |                       |    |              |              |              |              |  |  |        |        |        |        |

### Coupe de France
| Tour          | Date             | Domicile              | Résultat | Extérieur         |
| ------------- | ---------------- | --------------------- | -------- | ----------------- |
| 32e de finale | 1er octobre 2016 | Martigues Sports (N2) | 46 - 72  | Chartres (L2)     |
| 16e de finale | 22 octobre 2016  | Chartres (L2)         | 70 - 74  | Nantes Rezé (LFB) |